# Nicholson (Georgia)
Nicholson – miasto w Stanach Zjednoczonych, w stanie Georgia, w hrabstwie Jackson.